# Fonches-Fonchette

Fonches-Fonchette este o comună în departamentul Somme, Franța. În 1 ianuarie 2022 avea o populație de 169 de locuitori.